# Richard Kieffer
Richard Andreas Kieffer (* 9. April 1905 in Offenbach am Main; † 14. März 1983 in Santiago de Chile) war ein deutscher Pulvermetallurge und Hartmetallfachmann.

## Leben
Richard Kieffer studierte 1923 bis 1928 Chemie in Freiburg im Breisgau und Frankfurt am Main, unter anderem bei Alfred Magnus (1880–1960) und Adolf Sieverts. Nach seiner Promotion mit der Arbeit Über die Adsorption von Kohlendioxyd und Ammoniak an Kieselsäuregel zum Dr. phil. nat. arbeitete er kurzzeitig als Universitätsassistent in Frankfurt bei Lorenz und Hahn und bei den Bayerischen Metallwerken in Dachau.
1930 wechselte er als technischer und wissenschaftlicher Mitarbeiter des Unternehmensgründers Paul Schwarzkopf zur Metallwerke Plansee AG in Reutte, Tirol. Hier arbeitete er nahezu 30 Jahre an der Entwicklung von Hartmetallen und der Herstellung neuer Sinterwerkstoffe, unter anderem zusammen mit Gustav Hüttig und Hans Nowotny. Er entwickelte neue Fertigungsverfahren, wie das Lichtbogen- und Vakuumschmelzen sowie die Großmetallurgie hochschmelzender Metalle. Nach dem Anschluss Österreichs unterstand das Werk Walter Rohland. Im April 1939 kam Werner Hotop (* 1907) als Leiter der Versuchsanstalt hinzu. Unter SS-Brigadeführer Walther Schieber avancierte Kieffer zum Leiter des Sonderringes Sintereisen und unter Karl-Otto Saur zum Leiter des Hauptarbeitsausschusses Munitionsteile aus Sintereisen.
1960 ernannte die Universität Wien ihn zum Honorarprofessor und 1964 wurde er an als ordentlicher Professor an die Technische Hochschule Wien berufen.
Um 1967 unternahm er eine Safari in Afrika.

## Auszeichnungen
- 1973: Wilhelm-Exner-Medaille[5]

## Veröffentlichungen
Neben sechs Monografien veröffentlichte er 125 Fachartikel.
- Pulvermetallurgie und Sinterwerkstoffe; 1943
- Sintereisen und Sinterstahl; 1948
- Wolframkarbidfreie Hartmetalle : nach einem Vortrag, gehalten auf der 1. Internationalen Pulvermetallurgischen Tagung, Graz 1948; 1951
- mit Franz Kölbl: Über die Entwicklung und Eigenschaften warm- und zunderfester Hartlegierungen auf Titankarbidbasis mit Nickel-Kobalt-Chrom-Bindern; 1952
- mit Friedrich Benesovsky: Hartstoffe und Hartmetalle; 1953
- mit Schwarzkopf: Refractory hard Metals; 1953
- mit Schwarzkopf: Cemented Carbides; 1960
- Vanadin, Niob, Tantal : die Metallurgie der reinen Metalle und ihrer Legierungen; 1963
- mit Peter Ettmayer, Gerhard Jangg: Sondermetalle: Metallurgie, Herstellung, Anwendung. 1971
- Silizide als hochfeuerfeste Werkstoffe